# Josep Hospitaler i Caballer
Josep Hospitaler i Caballer (València, 26 d'octubre de 1820 - València, 22 d'abril de 1880) va ser un periodista i escriptor demòcrata.
Nascut a València, es va casar amb Francisca Orfila Janer amb qui va tindre dos fills, José Mauricio Hospitaler Orfila i Francisca Hospitaler Orfila
Va desenvolupar la seua carrera a Menorca, on treballà com a mestre d'escola d'instrucció primària al Col·legi Maonés, el qual va fundar i dirigir. Va combinar aquesta tasca amb la direcció de dos diaris de l'illa, el Diario de Menorca (1858-1866) i el Diario de Mahón, fins al 1869. També va escriure al Diario de Barcelona, entre d'altres.
A més a més va ocupar càtedres de llatí i retòrica a l'Institut de Maó, de la qual va ser cronista.
En la seua faceta d'escriptor, va publicar, Honores rompen palabras, o la Acción de Villalar 1848, el 1864 la Guia de forasteros en Menorca, La Conquista de Mahón en 1864 i cinc anys després el Vocabulario castellano-menorquín y viceversa. També va escriure una Ressenya topogràfica-històrica-estadística de l'illa de Menorca. Va deixar inacabat un Diccionario manual menorquín-castellano (1875).
Per altra banda va ser professor de l'Escola d'Artesans de València l'11 d'abril de 1880 abans de morir.